# Национальная безопасность России
Национальной безопасностью России называется защищённость России, её граждан и территории от различных опасностей и угроз, а также то, что обеспечивает потенциал развития России на длительный срок. Национальная безопасность России является составной частью её национальных интересов.
Основные документы, регулирующие обеспечение безопасности государства, общественной безопасности, экологической безопасности и безопасности личности — «Стратегия национальной безопасности Российской Федерации», сменившая в декабре 2015 года «Стратегию национальной безопасности Российской Федерации до 2020 года» и Федеральный закон «О безопасности» от 28.12.2010 № 390-ФЗ, заменивший одноимённый закон 1992 года.

## Выработка политики в сфере национальной безопасности
Ключевая фигура в формировании политики в сфере национальной безопасности в России — Президент, которому подчинены все силовые ведомства и вооруженные силы, при поддержке специального консультативного органа — Совета безопасности.
Именно президент определяет политический курс в этой сфере, принимает основные решения и утверждает концептуальные документы (прежде всего стратегию национальной безопасности), которые готовит Совбез. Он может объявить чрезвычайное или военное положение или ввести экономические санкции против других стран.

### Совет безопасности
Совет безопасности — совещательный орган, который готовит решения президента по вопросам национальной безопасности, защиты конституционного строя и целостности России, вопросам обороны и оборонного производства, военно-технического сотрудничества с зарубежными странами. Важность СБ демонстрирует уже то, что это единственный совещательный орган, напрямую названный в Конституции Российской Федерации.
Совет возглавляет и формирует президент России, а его текущую работу организует секретарь Совета безопасности. Совет включает постоянных (премьер-министр, спикеры палат парламента, глава администрации Кремля и руководители МИД и силовых ведомств) и непостоянных членов. Различие между ними в том, что непостоянные члены при принятии решений не имеют права голоса. Принятые решения президент утверждает своим указом.
Работа Совбеза проходит в форме заседаний и оперативных совещаний. Оперативные совещания по текущим вопросам проводятся примерно раз в неделю, заседания — примерно раз в квартал, хотя президент может созвать внеочередное заседание совета.
На Совет безопасности возложен широкий спектр обязанностей:
- анализ и стратегическое планирование в сфере национальной безопасности и выработка концептуальных документов;
- оценка угроз в сфере национальной безопасности (в том числе военных) и выработка мер по их нейтрализации;
- подготовка президенту предложений о принятии мер для ликвидации последствий катастроф, о введении и отмене чрезвычайного положения и о применении экономических санкций;
- подготовка президентских указов и постановлений в сфере национальной безопасности.

Кроме того, Совбез координирует работу всех органов власти в сфере национальной безопасности и контролирует исполнение федеральных программ в этой области.

## Элементы национальной безопасности
Существенной составной частью национальной безопасности России является её военная безопасность, которую текущая Военная доктрина Российской Федерации определяет, как «состояние защищённости жизненно важных интересов личности, общества и государства от внешних и внутренних военных угроз, связанных с применением военной силы или угрозой её применения, характеризуемое отсутствием военной угрозы либо способностью ей противостоять».
В число органов, занимающихся вопросами обеспечения военной безопасности России, входят её вооружённые силы и Минобороны, а одним из координирующих органов является Национальный центр управления обороной Российской Федерации.
Также в состав национальной безопасности России входят её государственная, информационная и экономическая безопасность. 
Среди иных составляющих национальной безопасности России следует указать её энергетическую, экологическую и продовольственную безопасность.
Неотъемлемой частью стратегии национальной безопасности Российской Федерации признаётся её государственная культурная политика.
Основными нормативными документами, определяющими государственную политику России по составляющим национальной безопасности являются доктрины, в частности:
- Военная доктрина Российской Федерации;
- Морская доктрина Российской Федерации[9][10];
- Доктрина информационной безопасности Российской Федерации[11];
- Доктрина энергетической безопасности Российской Федерации;
- Доктрина продовольственной безопасности Российской Федерации[12];
- Климатическая доктрина Российской Федерации[13],

а также Стратегия экологической безопасности Российской Федерации до 2025 года, Стратегия экономической безопасности РФ на период до 2030 года, Стратегия развития здравоохранения в Российской Федерации и Основы государственной культурной политики. Отметим, что все эти документы утверждены указами президента РФ. Исключение составляют Климатическая доктрина Российской Федерации, утвержденная распоряжением главы государства, а также Экологическая доктрина Российской Федерации (на смену которой пришла Стратегия экологической безопасности до 2025 года), одобренная распоряжением Правительства РФ.